# József Attila Irodalmi Kör
József Attila Irodalmi Kör – 1972–től működik Lugoson a Ion Vidu Municípiumi Művelődési Ház keretében. A kör jogutódja 1990. január 30-tól a Szombati-Szabó István Irodalmi Kör.

## Vezetői, közreműködői
Kezdetben Berinde György tanár, Udvardy László mérnök és Graur János újságíró, a Szabad Szó lugosi tudósítója irányította, későbbi elnöke Fülöp Lídia költőnő. A kör vendégül látta Beke Györgyöt, Bodor Pált, Csiki Lászlót, Domokos Gézát, Kányádi Sándort, Mandics Györgyöt, Pongrácz P. Máriát, valamint A Hét, Korunk és Művelődés szerkesztőit. A helyi Népszínház magyar tagozatával közreműködve Ady Endre-, Arany János-, Petőfi Sándor- és Bartók Béla-emlékünnepélyt rendeztek, 1975-ben szavalóversenyt szerveztek József Attila emlékére. Tagjai közül Bakk Miklós, Higyed István, Kutas Etelka, Fülöp Lídia, Páll Olga, Simon István, Szondi György, Udvardy László és Virág Vencel jelentkezik írásaival a sajtóban. Néhányuk írását a Franyó Zoltán Irodalmi Kör kiadásában 1980-ban Temesvárt megjelent Lépcsők c. antológia II. kötete közölte.
Az 1989-es romániai forradalom után 1990. január 30-án megalapították a József Attila Irodalmi Kör jogutódját, a Szombati Szabó István Irodalmi Kört, mely továbbra is Fülöp Lídia elnökletével szervez tartalmas irodalmi-zenei esteket a lugosi magyar kisebbség és a környező szórvány magyar közösségek tagjai számára. A kör 2002-ben ünnepelte fennállásának 30. évfordulóját, természetesen az 1972-ben megalapított József Attila Irodalmi Kör nyomán.